# Virve Roolaid
Virve Roolaid   (Panikovichi, 2 de novembre de 1933), coneguda també amb el nom de casada Virve Põldsam, és una atleta estoniana, ja retirada, especialista en el llançament de javelina, que va competir sota bandera soviètica durant les dècades de 1950 i 1960.
En el seu palmarès destaca una medalla de plata al Campionat d'Europa d'atletisme de 1954, rere Dana Zátopková. Aquell mateix any també guanyà una medalla d'or al Festival Mundial de la Joventut i els Estudiants de 1954. Guanyà el campionat nacional d'Estònia de llançament de javelina el 1952, 1957, 1960, 1961, 1963, 1965 i 1970.

## Millors marques
- Llançament de pes. 13.25 metres (1960)
- Llançament de disc. 38.62 metres (1962)
- Llançament de javelina. 56.47 metres (1963)[3][4]